# Hopp, hopp, hopp, Pferdchen, lauf Galopp
Hopp, hopp, hopp, Pferdchen, lauf Galopp ist ein deutschsprachiges Volkslied zu einem Text, den der Schulmeister Karl Hahn (1778–1854) nach älteren traditionellen Vorlagen verfasste und 1808 veröffentlichte. Als Entstehungszeit wird gewöhnlich 1807 angegeben. Die Melodie des Liedes komponierte Carl Gottlieb Hering (1766–1853), der sie 1809 veröffentlichte.

## Text und Melodie
Das Lied ist in vier Strophen unterteilt. Die erste Strophe des Volksliedes ist vor allem als Kniereitvers bekannt.

## Text
Originaltext von Karl Hahn, 1808:
Steckenpferdliedchen.

  Hopphopp, hopphopp, hopp! 

Pferdchen, lauf Galopp!

Ueber Dornen, über Steine! 

Thun dir ja nicht weh die Beine! 

  Immer zu galopp! 

  Hopphopp, hopphopp, hopp! 

 Tipti, tapti, tapp. 

Wirf mich ja nicht ab! 

Sonst bekommst du Peitschenhiebe! 

Pferdchen thu mirs ja zu Liebe, 

  Wirf mich nur nicht ab! 

  Tipti, tapti, tapp! 

  Pitschi, patschi, patsch!

Klatsche, Peitsche, klatsch!

Musst recht um die Ohren knallen!

Ha, das kann mir sehr gefallen!

  Peitsche, Klatsche, klatsch!

  Pitschi, patschi, patsch!

  Haha, haha, ha!

Juch, nun sind wir da !

Diener, Diener, liebe Mutter!

Findet auch mein Pferdchen Futter?

  Juch, nun sind wir da?

  Haha, haha, ha!

  Brrbrr, brrbrr, he! 

Pferdchen, steh doch, steh! 

Sollst schon heute weiter springen; 

Muss dir doch erst Futter bringen! 

  Steh doch, Pferdchen, steh! 

  Brrbrr, brrbrr, he!
Die erste Strophe wird heute üblicherweise in der folgenden Form gesungen:
Hopp, hopp, hopp,

Pferdchen, lauf Galopp!

Über Stock und über Steine,

aber brich dir nicht die Beine!

Hopp, hopp, hopp,

Pferdchen, lauf Galopp!
Für die weiteren Strophen sind verschiedene Fassungen im Umlauf, darunter auch später hinzugedichtete Strophen wie:
Hopp, hopp, ho,

das Pferdchen frisst kein Stroh.

Muss dem Pferdchen Hafer kaufen,

dass es kann im Trabe laufen.

Hopp, hopp, ho,

das Pferdchen frisst kein Stroh.